# Forsthaus Falkenau/Episodenliste
Diese Episodenliste enthält alle Episoden der deutschen Heimat- und Familienserie Forsthaus Falkenau, sortiert nach der Erstausstrahlung. Die Fernsehserie umfasst 24 Staffeln mit 321 Episoden, welche von 1989 bis 2013 gesendet wurden.

## Staffel 1
| Nr. Gesamt | Nr. Staffel | Episodentitel              | Erstausstrahlung im ZDF |
| ---------- | ----------- | -------------------------- | ----------------------- |
| 1          | 1           | Ein neuer Anfang           | 11. April 1989          |
| 2          | 2           | Frühlingsföhn              | 13. April 1989          |
| 3          | 3           | Ein heißer Tag             | 18. April 1989          |
| 4          | 4           | Herzflattern               | 20. April 1989          |
| 5          | 5           | Straßenpaganini            | 25. April 1989          |
| 6          | 6           | Liebeskummer               | 27. April 1989          |
| 7          | 7           | Der Standort des Auerhahns | 2. Mai 1989             |
| 8          | 8           | Kochkünste                 | 4. Mai 1989             |
| 9          | 9           | Nächtliche Flucht          | 9. Mai 1989             |
| 10         | 10          | Wölfe                      | 11. Mai 1989            |
| 11         | 11          | Fernweh                    | 16. Mai 1989            |
| 12         | 12          | Eine unheimliche Nacht     | 18. Mai 1989            |
| 13         | 13          | Fließender Übergang        | 23. Mai 1989            |
| 14         | 14          | Der Jagdkönig              | 25. Mai 1989            |

## Staffel 2
| Nr. Gesamt | Nr. Staffel | Episodentitel           | Erstausstrahlung im ZDF |
| ---------- | ----------- | ----------------------- | ----------------------- |
| 15         | 1           | Dunkle Wolken           | 8. Januar 1991          |
| 16         | 2           | Verbrannte Erinnerungen | 15. Januar 1991         |
| 17         | 3           | Silvas Entscheidung     | 22. Januar 1991         |
| 18         | 4           | Einladungen             | 29. Januar 1991         |
| 19         | 5           | Nur eine Allergie       | 5. Februar 1991         |
| 20         | 6           | Eine komplette Familie  | 12. Februar 1991        |
| 21         | 7           | Hochzeit                | 19. Februar 1991        |
| 22         | 8           | Vergiftete Rehe         | 26. Februar 1991        |
| 23         | 9           | Manöver                 | 5. März 1991            |
| 24         | 10          | Hundert Fichten         | 12. März 1991           |
| 25         | 11          | Volles Haus             | 19. März 1991           |
| 26         | 12          | Sorgen                  | 26. März 1991           |
| 27         | 13          | Eine Entscheidung       | 2. April 1991           |

## Staffel 3
| Nr. Gesamt | Nr. Staffel | Episodentitel                                                        | Erstausstrahlung im ZDF |
| ---------- | ----------- | -------------------------------------------------------------------- | ----------------------- |
| Special    | Special     | Das größte Fest des Jahres – Weihnachten bei unseren Fernsehfamilien | 26. Dezember 1991       |
| 28         | 1           | Sturm                                                                | 14. Oktober 1992        |
| 29         | 2           | Der Mustergatte                                                      | 14. Oktober 1992        |
| 30         | 3           | Überfall                                                             | 16. Oktober 1992        |
| 31         | 4           | Väter und Söhne                                                      | 23. Oktober 1992        |
| 32         | 5           | Hertas Geheimnis                                                     | 30. Oktober 1992        |
| 33         | 6           | Autowilderer                                                         | 6. November 1992        |
| 34         | 7           | Platzangst                                                           | 13. November 1992       |
| 35         | 8           | Zurück nach Falkenau                                                 | 20. November 1992       |
| 36         | 9           | Giftspuren                                                           | 27. November 1992       |
| 37         | 10          | Der Schützenkönig                                                    | 4. Dezember 1992        |
| 38         | 11          | Angst um Rica                                                        | 11. Dezember 1992       |
| 39         | 12          | Traumreise                                                           | 18. Dezember 1992       |
| 40         | 13          | Bauernaufstand                                                       | 21. Dezember 1992       |

## Staffel 4
| Nr. Gesamt | Nr. Staffel | Episodentitel                 | Erstausstrahlung im ZDF |
| ---------- | ----------- | ----------------------------- | ----------------------- |
| 41         | 1           | Ein Baby für Falkenau         | 9. April 1993           |
| 42         | 2           | Zwei Omas sind einfach zuviel | 16. April 1993          |
| 43         | 3           | Chefsache                     | 23. April 1993          |
| 44         | 4           | Kinderkram                    | 30. April 1993          |
| 45         | 5           | Rauhe Sitten                  | 7. Mai 1993             |
| 46         | 6           | Bielers Mission               | 14. Mai 1993            |
| 47         | 7           | Die Taufe                     | 21. Mai 1993            |
| 48         | 8           | Platzhirsche                  | 28. Mai 1993            |
| 49         | 9           | Alte Freunde                  | 4. Juni 1993            |
| 50         | 10          | Katjas Entscheidung           | 11. Juni 1993           |
| 51         | 11          | Irrwege zur Braut             | 18. Juni 1993           |
| 52         | 12          | „Ich bin so glücklich“        | 25. Juni 1993           |
| 53         | 13          | Verlorenes Glück              | 2. Juli 1993            |

## Staffel 5
| Nr. Gesamt | Nr. Staffel | Episodentitel             | Erstausstrahlung im ZDF |
| ---------- | ----------- | ------------------------- | ----------------------- |
| 54         | 1           | Ein neuer Tag             | 12. August 1994         |
| 55         | 2           | Ricas Kummer              | 19. August 1994         |
| 56         | 3           | Die Praktikantin          | 26. August 1994         |
| 57         | 4           | Kuppeleien                | 2. September 1994       |
| 58         | 5           | Der Maibaum               | 9. September 1994       |
| 59         | 6           | Grenzgänger               | 16. September 1994      |
| 60         | 7           | Die Großstadtpflanze      | 23. September 1994      |
| 61         | 8           | Sommernachtsträume        | 30. September 1994      |
| 62         | 9           | Ein Koffer in Berlin      | 7. Oktober 1994         |
| 63         | 10          | Endlich daheim            | 14. Oktober 1994        |
| 64         | 11          | Mit spitzer Feder         | 21. Oktober 1994        |
| 65         | 12          | Irrungen und Wirrungen    | 28. Oktober 1994        |
| 66         | 13          | Hochzeit mit Hindernissen | 4. November 1994        |

## Staffel 6
| Nr. Gesamt | Nr. Staffel | Episodentitel               | Erstausstrahlung im ZDF |
| ---------- | ----------- | --------------------------- | ----------------------- |
| 67         | 1           | Der Bär ist los             | 18. August 1995         |
| 68         | 2           | Affentheater                | 25. August 1995         |
| 69         | 3           | Markus zieht aus            | 1. September 1995       |
| 70         | 4           | Bauchschmerzen              | 8. September 1995       |
| 71         | 5           | Freiwild                    | 15. September 1995      |
| 72         | 6           | Rettung für Florian         | 22. September 1995      |
| 73         | 7           | Angst um Aika               | 29. September 1995      |
| 74         | 8           | Viel Lärm um Falkenau       | 6. Oktober 1995         |
| 75         | 9           | Große Kinder – Große Sorgen | 13. Oktober 1995        |
| 76         | 10          | Ein Herz für andere         | 20. Oktober 1995        |
| 77         | 11          | Der Wolfsmensch             | 27. Oktober 1995        |
| 78         | 12          | Stürmische Zeiten           | 3. November 1995        |
| 79         | 13          | Die Intrige                 | 10. November 1995       |

## Staffel 7
| Nr. Gesamt | Nr. Staffel | Episodentitel                                                        | Erstausstrahlung im ZDF |
| ---------- | ----------- | -------------------------------------------------------------------- | ----------------------- |
| Special    | Special     | Das größte Fest des Jahres – Weihnachten bei unseren Fernsehfamilien | 23. Dezember 1995       |
| 80         | 1           | Ein Fahrradausflug                                                   | 15. November 1996       |
| 81         | 2           | Feuerwehrball                                                        | 22. November 1996       |
| 82         | 3           | Räuber im Revier                                                     | 29. November 1996       |
| 83         | 4           | Flug ins Ungewisse                                                   | 6. Dezember 1996        |
| 84         | 5           | Die Moorleiche                                                       | 13. Dezember 1996       |
| 85         | 6           | Irren ist menschlich                                                 | 20. Dezember 1996       |
| 86         | 7           | Das schönste Dorf                                                    | 27. Dezember 1996       |
| 87         | 8           | Schlaflose Nächte                                                    | 3. Januar 1997          |
| 88         | 9           | Herzenswünsche                                                       | 10. Januar 1997         |
| 89         | 10          | Kunststücke                                                          | 17. Januar 1997         |
| 90         | 11          | Die Erbschaft                                                        | 24. Januar 1997         |
| 91         | 12          | Unverhofft kommt oft                                                 | 31. Januar 1997         |
| 92         | 13          | Heimlichkeiten                                                       | 7. Februar 1997         |

## Staffel 8
| Nr. Gesamt | Nr. Staffel | Episodentitel          | Erstausstrahlung im ZDF | Nebendarsteller |
| ---------- | ----------- | ---------------------- | ----------------------- | --- |
| 93         | 1           | Advent, Advent         | 14. Februar 1997        | Michael Cock als Baumdieb, Walter Gontermann als Mann im Wald, Frauke Sinjen als Frau im Wald, Rudolf Klaffenböck als Baumkäufer und Franzi Kinateder als Kundin |
| 94         | 2           | Der Weihnachtsmann     | 21. Februar 1997        | |
| 95         | 3           | Wie die Alten sungen … | 28. Februar 1997        | |
| 96         | 4           | Die Husky-Story        | 7. März 1997            | |
| 97         | 5           | Herz und Schmerz       | 14. März 1997           | |
| 98         | 6           | Lebensräume            | 21. März 1997           | |
| 99         | 7           | Eine harte Nuß         | 28. März 1997           | |
| 100        | 8           | Überraschungen         | 4. April 1997           | |
| 101        | 9           | Väter und Töchter      | 11. April 1997          | |
| 102        | 10          | Unerwartete Wendungen  | 18. April 1997          | |
| 103        | 11          | Missverständnisse      | 25. April 1997          | |
| 104        | 12          | Süße Zeiten            | 2. Mai 1997             | |
| 105        | 13          | Jagdfieber             | 9. Mai 1997             | |

## Staffel 9
| Nr. Gesamt | Nr. Staffel | Episodentitel              | Erstausstrahlung im ZDF |
| ---------- | ----------- | -------------------------- | ----------------------- |
| 106        | 1           | Lautloser Tod              | 24. September 1999      |
| 107        | 2           | Streicheleinheiten         | 1. Oktober 1999         |
| 108        | 3           | Tierische Sorgen           | 8. Oktober 1999         |
| 109        | 4           | Die Waldkönigin            | 15. Oktober 1999        |
| 110        | 5           | Krach in Küblach           | 22. Oktober 1999        |
| 111        | 6           | Der weiße Hirsch           | 29. Oktober 1999        |
| 112        | 7           | Tizianas Baum              | 5. November 1999        |
| 113        | 8           | Das Ungeheuer              | 12. November 1999       |
| 114        | 9           | Liebe auf den ersten Blick | 19. November 1999       |
| 115        | 10          | Senta                      | 26. November 1999       |
| 116        | 11          | Schwere Stunden            | 3. Dezember 1999        |
| 117        | 12          | Der keltische Kalender     | 10. Dezember 1999       |
| 118        | 13          | Aller Anfang ist schwer    | 17. Dezember 1999       |

## Staffel 10
| Nr. Gesamt | Nr. Staffel | Episodentitel                     | Erstausstrahlung im ZDF |
| ---------- | ----------- | --------------------------------- | ----------------------- |
| Special    | Special     | Silvester 1999: reine Nervensache | 31. Dezember 1999       |
| 119        | 1           | Lupus heißt der Wolf              | 7. Januar 2000          |
| 120        | 2           | Feuervögel                        | 14. Januar 2000         |
| 121        | 3           | Das Land so weit                  | 21. Januar 2000         |
| 122        | 4           | Standpunkte                       | 28. Januar 2000         |
| 123        | 5           | Projekt Galapagos                 | 4. Februar 2000         |
| 124        | 6           | Der Waschbär                      | 11. Februar 2000        |
| 125        | 7           | Schwierige Entscheidungen         | 18. Februar 2000        |
| 126        | 8           | Alles zusammen                    | 25. Februar 2000        |
| 127        | 9           | Spuren im Wasser                  | 3. März 2000            |
| 128        | 10          | Überraschender Besuch             | 10. März 2000           |
| 129        | 11          | Gefühle und Geheimnisse           | 17. März 2000           |
| 130        | 12          | Hochzeit                          | 24. März 2000           |
| 131        | 13          | Rettung aus der Luft              | 31. März 2000           |

## Staffel 11
| Nr. Gesamt | Nr. Staffel | Episodentitel               | Erstausstrahlung im ZDF |
| ---------- | ----------- | --------------------------- | ----------------------- |
| 132        | 1           | Feuer im Wald               | 22. März 2002           |
| 133        | 2           | Der Wald gehört den Kindern | 5. April 2002           |
| 134        | 3           | Glück im Unglück            | 12. April 2002          |
| 135        | 4           | Heimische Hölzer            | 19. April 2002          |
| 136        | 5           | Eine schöne Schweinerei     | 26. April 2002          |
| 137        | 6           | Sturm im Schutzwald         | 3. Mai 2002             |
| 138        | 7           | Mein Gott Herta!            | 10. Mai 2002            |
| 139        | 8           | Florian greift ein          | 17. Mai 2002            |
| 140        | 9           | Vertrauen                   | 24. Mai 2002            |
| 141        | 10          | Falsche Liebe               | 7. Juni 2002            |
| 142        | 11          | Schule für Väter            | 14. Juni 2002           |
| 143        | 12          | Schwarzes Gold              | 21. Juni 2002           |
| 144        | 13          | Hassliebe                   | 28. Juni 2002           |

## Staffel 12
| Nr. Gesamt | Nr. Staffel | Episodentitel              | Erstausstrahlung im ZDF |
| ---------- | ----------- | -------------------------- | ----------------------- |
| 145        | 1           | Willkommen kleiner Rombach | 20. September 2002      |
| 146        | 2           | Der Bussard greift an      | 27. September 2002      |
| 147        | 3           | Die Traufe                 | 4. Oktober 2002         |
| 148        | 4           | Ärger über Ärger           | 11. Oktober 2002        |
| 149        | 5           | Das Schützenfest           | 18. Oktober 2002        |
| 150        | 6           | Wenn der Fuchs kommt …     | 25. Oktober 2002        |
| 151        | 7           | Jägerlatein                | 8. November 2002        |
| 152        | 8           | Mutterliebe                | 15. November 2002       |
| 153        | 9           | Wilde Jagd                 | 22. November 2002       |
| 154        | 10          | Liebe verkehrt             | 29. November 2002       |
| 155        | 11          | Skandal                    | 6. Dezember 2002        |
| 156        | 12          | Selbstfindung              | 13. Dezember 2002       |
| 157        | 13          | Leonhardi-Ritt             | 20. Dezember 2002       |

## Staffel 13
| Nr. Gesamt | Nr. Staffel | Episodentitel        | Erstausstrahlung im ZDF |
| ---------- | ----------- | -------------------- | ----------------------- |
| 158        | 1           | Über den Wolken      | 3. Januar 2003          |
| 159        | 2           | Feuerbrand           | 10. Januar 2003         |
| 160        | 3           | Verdacht             | 17. Januar 2003         |
| 161        | 4           | Vertrauen            | 24. Januar 2003         |
| 162        | 5           | Schuldgefühle        | 31. Januar 2003         |
| 163        | 6           | Hausmittel           | 7. Februar 2003         |
| 164        | 7           | Standortbestimmung   | 14. Februar 2003        |
| 165        | 8           | Wettbewerb           | 7. März 2003            |
| 166        | 9           | Unter Verdacht       | 14. März 2003           |
| 167        | 10          | Flüssiges Gold       | 21. März 2003           |
| 168        | 11          | Neubeginn            | 28. März 2003           |
| 169        | 12          | Fuchsjagd            | 4. April 2003           |
| 170        | 13          | Gefährlicher Ausflug | 18. April 2003          |

## Staffel 14
| Nr. Gesamt | Nr. Staffel | Episodentitel       | Erstausstrahlung im ZDF |
| ---------- | ----------- | ------------------- | ----------------------- |
| 171        | 1           | Hetzjagd            | 25. April 2003          |
| 172        | 2           | Abschied von Senta  | 2. Mai 2003             |
| 173        | 3           | Neue Wege           | 9. Mai 2003             |
| 174        | 4           | Ronja               | 16. Mai 2003            |
| 175        | 5           | Anfang vom Ende     | 23. Mai 2003            |
| 176        | 6           | Entscheidungen      | 30. Mai 2003            |
| 177        | 7           | Neubeginn           | 6. Juni 2003            |
| 178        | 8           | Vaterliebe          | 13. Juni 2003           |
| 179        | 9           | Frauenpower         | 20. Juni 2003           |
| 180        | 10          | Angst geht um       | 1. Oktober 2004         |
| 181        | 11          | Florian macht Ärger | 8. Oktober 2004         |
| 182        | 12          | Katharina in Not    | 15. Oktober 2004        |
| 183        | 13          | Familienglück       | 22. Oktober 2004        |

## Staffel 15
| Nr. Gesamt | Nr. Staffel | Episodentitel             | Erstausstrahlung im ZDF |
| ---------- | ----------- | ------------------------- | ----------------------- |
| 184        | 1           | Lebensträume              | 29. Oktober 2004        |
| 185        | 2           | Auf Sand gebaut           | 5. November 2004        |
| 186        | 3           | Biofieber                 | 12. November 2004       |
| 187        | 4           | Schürfwunde               | 19. November 2004       |
| 188        | 5           | Herzenswunsch             | 26. November 2004       |
| 189        | 6           | Erblast                   | 3. Dezember 2004        |
| 190        | 7           | Schmutzige Geschäfte      | 10. Dezember 2004       |
| 191        | 8           | Schlechter Scherz         | 17. Dezember 2004       |
| 192        | 9           | Moritz                    | 7. Januar 2005          |
| 193        | 10          | Gefährliche Wette         | 14. Januar 2005         |
| 194        | 11          | Giftmüll                  | 21. Januar 2005         |
| 195        | 12          | Nur Fliegen ist schöner … | 28. Januar 2005         |

## Staffel 16
| Nr. Gesamt | Nr. Staffel | Episodentitel         | Erstausstrahlung im ZDF |
| ---------- | ----------- | --------------------- | ----------------------- |
| 196        | 1           | Ein freier Hahn       | 4. Februar 2005         |
| 197        | 2           | Störenfriede          | 11. Februar 2005        |
| 198        | 3           | Der Neue              | 18. Februar 2005        |
| 199        | 4           | Süße Düfte            | 25. Februar 2005        |
| 200        | 5           | Hirschstein           | 4. März 2005            |
| 201        | 6           | Ölfieber in Küblach   | 11. März 2005           |
| 202        | 7           | Sonnwendfeier         | 18. März 2005           |
| 203        | 8           | Wo die Liebe hinfällt | 1. April 2005           |
| 204        | 9           | Unter Verdacht        | 8. April 2005           |
| 205        | 10          | Beweislast            | 15. April 2005          |
| 206        | 11          | Erste Liebe           | 22. April 2005          |
| 207        | 12          | Pantherjagd           | 29. April 2005          |

## Staffel 17
| Nr. Gesamt | Nr. Staffel | Episodentitel               | Erstausstrahlung im ZDF |
| ---------- | ----------- | --------------------------- | ----------------------- |
| 208        | 1           | Alte Liebe, neue Pfade      | 6. Oktober 2006         |
| 209        | 2           | Schatzsuche                 | 13. Oktober 2006        |
| 210        | 3           | Versteckspiel               | 20. Oktober 2006        |
| 211        | 4           | Liebe verleiht Flügel       | 27. Oktober 2006        |
| 212        | 5           | Falscher Ehrgeiz            | 3. November 2006        |
| 213        | 6           | Spurensuche                 | 10. November 2006       |
| 214        | 7           | Falsche Angst               | 17. November 2006       |
| 215        | 8           | Koi                         | 24. November 2006       |
| 216        | 9           | Herausforderungen           | 1. Dezember 2006        |
| 217        | 10          | Falsches Spiel              | 8. Dezember 2006        |
| 218        | 11          | Zu viel des Guten           | 15. Dezember 2006       |
| 219        | 12          | Aufbruch                    | 22. Dezember 2006       |
| 220        | 13          | Entscheidung in der Savanne | 29. Dezember 2006       |

## Staffel 18
| Nr. Gesamt | Nr. Staffel | Episodentitel         | Erstausstrahlung im ZDF |
| ---------- | ----------- | --------------------- | ----------------------- |
| 221        | 1           | Alte Heimat, ganz neu | 3. Januar 2007          |
| 222        | 2           | Atemnot               | 5. Januar 2007          |
| 223        | 3           | Ganz oder gar nicht   | 12. Januar 2007         |
| 224        | 4           | Wolfsrudel            | 19. Januar 2007         |
| 225        | 5           | Nestwärme             | 26. Januar 2007         |
| 226        | 6           | Ausgetrickst          | 2. Februar 2007         |
| 227        | 7           | Paparazzi             | 9. Februar 2007         |
| 228        | 8           | Belastungsprobe       | 16. Februar 2007        |
| 229        | 9           | Schonzeit             | 23. Februar 2007        |
| 230        | 10          | Bürokratie            | 2. März 2007            |
| 231        | 11          | Anfang und Ende       | 9. März 2007            |
| 232        | 12          | Verlorener Sohn       | 16. März 2007           |
| 233        | 13          | Goldrausch            | 23. März 2007           |
| 234        | 14          | Hoch gepokert         | 30. März 2007           |
| 235        | 15          | Liebesbeweis          | 13. April 2007          |

## Staffel 19
| Nr. Gesamt | Nr. Staffel | Episodentitel          | Erstausstrahlung im ZDF |
| ---------- | ----------- | ---------------------- | ----------------------- |
| 236        | 1           | Gefangen auf Teneriffa | 2. Januar 2008          |
| 237        | 2           | Verbockt               | 4. Januar 2008          |
| 238        | 3           | Zweite Chance          | 11. Januar 2008         |
| 239        | 4           | Das liebe Geld         | 18. Januar 2008         |
| 240        | 5           | Teamwork               | 25. Januar 2008         |
| 241        | 6           | Katz und Maus          | 1. Februar 2008         |
| 242        | 7           | Geplatzte Träume       | 8. Februar 2008         |
| 243        | 8           | Radikalkur             | 15. Februar 2008        |
| 244        | 9           | Schwein gehabt         | 22. Februar 2008        |
| 245        | 10          | Hitzewelle             | 29. Februar 2008        |
| 246        | 11          | Urlaubsplanung         | 7. März 2008            |
| 247        | 12          | Zapfenstreich          | 14. März 2008           |
| 248        | 13          | Brautschau             | 21. März 2008           |
| 249        | 14          | Fieberhafte Suche      | 28. März 2008           |
| 250        | 15          | Geheimrezept           | 4. April 2008           |
| 251        | 16          | Raubtiere              | 11. April 2008          |

## Staffel 20
| Nr. Gesamt | Nr. Staffel | Episodentitel        | Erstausstrahlung im ZDF |
| ---------- | ----------- | -------------------- | ----------------------- |
| 252        | 1           | Das Island-Abenteuer | 30. August 2009         |
| 253        | 2           | Familiengeheimnis    | 4. September 2009       |
| 254        | 3           | Attentat             | 11. September 2009      |
| 255        | 4           | Lukas kommt!         | 18. September 2009      |
| 256        | 5           | Endlich Hochzeit     | 25. September 2009      |
| 257        | 6           | Sturmschäden         | 2. Oktober 2009         |
| 258        | 7           | Winkelzüge           | 9. Oktober 2009         |
| 259        | 8           | Holzklau             | 16. Oktober 2009        |
| 260        | 9           | Erpressung           | 23. Oktober 2009        |
| 261        | 10          | Fehltritte           | 30. Oktober 2009        |
| 262        | 11          | Beweisführung        | 6. November 2009        |
| 263        | 12          | Für und Wider        | 13. November 2009       |
| 264        | 13          | Treibjagd            | 20. November 2009       |
| 265        | 14          | Vollgas              | 27. November 2009       |
| 266        | 15          | Aus heiterem Himmel  | 11. Dezember 2009       |
| 267        | 16          | Freier Fall          | 18. Dezember 2009       |

## Staffel 21
| Nr. Gesamt | Nr. Staffel | Episodentitel     | Erstausstrahlung im ZDF |
| ---------- | ----------- | ----------------- | ----------------------- |
| 268        | 1           | Wüste Küblach     | 8. Januar 2010          |
| 269        | 2           | Kettenreaktion    | 15. Januar 2010         |
| 270        | 3           | Abschied          | 22. Januar 2010         |
| 271        | 4           | Vertrauensbeweis  | 29. Januar 2010         |
| 272        | 5           | Zweikampf         | 5. Februar 2010         |
| 273        | 6           | Verzweifelt       | 12. Februar 2010        |
| 274        | 7           | Brennholz de luxe | 19. Februar 2010        |
| 275        | 8           | Kahlschlag        | 26. Februar 2010        |
| 276        | 9           | Welpenschutz      | 5. März 2010            |
| 277        | 10          | Schweinepest      | 12. März 2010           |
| 278        | 11          | Auf und davon     | 19. März 2010           |
| 279        | 12          | Gourmetschweine   | 26. März 2010           |
| 280        | 13          | Angezapft         | 9. April 2010           |
| 281        | 14          | Neuland           | 16. April 2010          |

## Staffel 22
| Nr. Gesamt | Nr. Staffel | Episodentitel            | Erstausstrahlung im ZDF |
| ---------- | ----------- | ------------------------ | ----------------------- |
| 282        | 1           | Hals über Kopf           | 7. Oktober 2011         |
| 283        | 2           | Ins kalte Wasser         | 14. Oktober 2011        |
| 284        | 3           | Kräftemessen             | 21. Oktober 2011        |
| 285        | 4           | Das Geheimnis im Moor    | 28. Oktober 2011        |
| 286        | 5           | Zwischen den Stühlen     | 4. November 2011        |
| 287        | 6           | Entscheidung aus Liebe   | 11. November 2011       |
| 288        | 7           | Ein verlockendes Angebot | 18. November 2011       |
| 289        | 8           | Bauchgefühl              | 25. November 2011       |
| 290        | 9           | Ausgebremst              | 2. Dezember 2011        |
| 291        | 10          | Verloren gegangen        | 9. Dezember 2011        |
| 292        | 11          | Komische Vögel           | 16. Dezember 2011       |
| 293        | 12          | Unter Druck              | 23. Dezember 2011       |
| 294        | 13          | Sina                     | 30. Dezember 2011       |
| 295        | 14          | Rückkehr                 | 6. Januar 2012          |
| 296        | 15          | Wettkampffieber          | 13. Januar 2012         |

## Staffel 23
| Nr. Gesamt | Nr. Staffel | Episodentitel           | Erstausstrahlung im ZDF | Gastdarsteller                                                                                          |
| ---------- | ----------- | ----------------------- | ----------------------- | --- |
| 297        | 1           | Von Menschen und Mäusen | 20. Januar 2012         | Christof Arnold                                                                                         |
| 298        | 2           | Seite an Seite          | 27. Januar 2012         | Christof Arnold und Konstantin Moreth                                                                   |
| 299        | 3           | Irrwege                 | 3. Februar 2012         | Bojana Golenac                                                                                          |
| 300        | 4           | Nächtliche Besucher     | 10. Februar 2012        | Sara Sommerfeldt, Christa Pillmann, Tristan Fabian und Andi Gruber                                      |
| 301        | 5           | Verspieltes Vertrauen   | 24. Februar 2012        | Holger C. Gotha und Anas Ouriaghli                                                                      |
| 302        | 6           | Am Abgrund              | 2. März 2012            | Daniel Fünffrock, Arnold Buntscheck, Christof Arnold und Dirk Wäger                                     |
| 303        | 7           | Eiszeit                 | 9. März 2012            | Christof Arnold und Arno Friedrich                                                                      |
| 304        | 8           | Aus der Bahn geworfen   | 16. März 2012           | Sabine Menne, Christof Arnold, Arthur Galiandin und Tobias Kern                                         |
| 305        | 9           | Gänsealarm              | 23. März 2012           | Butz Ulrich Buse und Marion Niederländer                                                                |
| 306        | 10          | Heilungsprozesse        | 30. März 2012           | Anton Figl, Karin Engelhard, Arthur Galiandin und Severin Sonntag                                       |
| 307        | 11          | Molkerei in Gefahr      | 13. April 2012          | Gilbert von Sohlern, Marco Bretscher-Coschignano, Konstantin Moreth, Christa Pillmann und Pierre Kiwitt |
| 308        | 12          | Schädlinge              | 20. April 2012          | Peter Weiß, Matthias Beier, Anja Herrmann und Ella Gaiser                                               |
| 309        | 13          | Glückspilze             | 27. April 2012          | Christa Pillmann, Sabine Menne und Rüdiger Bach                                                         |

## Staffel 24
| Nr. Gesamt | Nr. Staffel | Episodentitel        | Erstausstrahlung im ZDF | Gastdarsteller |
| ---------- | ----------- | -------------------- | ----------------------- | --- |
| 310        | 1           | Katzenjammer         | 11. Oktober 2013        | Florian Fitz, Konstantin Moreth, Ursula Berlinghof und Sina Bianca Hentschel                                                                         |
| 311        | 2           | Wut im Bauch         | 18. Oktober 2013        | Florian Fitz, Attila Borlan, Ferenc Graefe, Louis Krieger, Nathalie Schott, Severin Sonntag und Arne Forchheim                                       |
| 312        | 3           | Spielverderber       | 25. Oktober 2013        | Florian Fitz, Heidy Forster, Daniel Amadeus Bader und Severin Sonntag                                                                                |
| 313        | 4           | Schafskälte          | 1. November 2013        | Florian Fitz, Albert Kitzl und Margaretha Baumgartner                                                                                                |
| 314        | 5           | Machtspiele          | 8. November 2013        | Florian Fitz, Sina Bianca Hentschel, Marco Bretscher-Coschignano, Joachim Raaf und Claudia Maria Haas                                                |
| 315        | 6           | Illusionen           | 15. November 2013       | Florian Fitz, Sina Bianca Hentschel, Katja Lechthaler, Daniel Amadeus Bader, Severin Sonntag, Claudia Maria Haas, Attila Borlan und Giovanni Arvaneh |
| 316        | 7           | Fischzug             | 22. November 2013       | Margaretha Baumgartner, Philipp Niedersen und Ferenc Graefe                                                                                          |
| 317        | 8           | Im Sumpf             | 29. November 2013       | Lena Amende, Arthur Galiandin, Ferenc Graefe, Daniel Amadeus Bader, Severin Sonntag und Rainer Haustein                                              |
| 318        | 9           | Blondes Gift         | 6. Dezember 2013        | Florian Fitz, Lena Amende, Arthur Galiandin, Ferenc Graefe und Attila Borlan                                                                         |
| 319        | 10          | Windschatten         | 13. Dezember 2013       | Angelika Bender und Gloria Nefzger |
| 320        | 11          | Hundstage            | 20. Dezember 2013       | Angelika Bender, Ole Eisfeld, Olga Kolb, Stefan Murr, Matthias Kupfer und Martin Thaler                                                              |
| 321        | 12          | Ende gut, alles gut? | 27. Dezember 2013       | Gloria Nefzger, Jens Nünemann, Peter Mitterrutzner und Michael Schlenger                                                                             |